# シークレット・サンシャイン
『シークレット・サンシャイン』（原題：밀양）は、2007年公開の韓国映画。監督、脚本および製作はイ・チャンドン。イ・チョンジュンが1985年に発表した短編小説「虫の話」を原作とする。慶尚南道の密陽市を舞台とし、ロケも同市で行われた。第60回カンヌ国際映画祭のコンペティション部門に出品され、主演のチョン・ドヨンは同映画祭で女優賞を受賞した。

## あらすじ
韓国ソウル在住だったイ・シネ（チョン・ドヨン）は幼い息子ジュンと共に密陽市に引っ越しを決めた。夫の故郷というだけで知り合いもいない密陽市に向かう道すがら車が故障し、修理屋のキム・ジョンチャン（ソン・ガンホ）を呼ぶシネ。シネ母子を市内まで送ることになったジョンチャンは、ピアノ教室を開く店舗付きの住宅の紹介を頼まれ、以来、何かとシネに付きまとい始めた。シネは夫を交通事故で亡くしていることがわかる。
ジュンを幼児教育の塾に通わせ、送迎バスの中で塾経営者のパク・ドソプ（チョ・ヨンジン）に家を建てる土地を探していると景気のいい話をするシネ。実は夫の生命保険は借金返済で消え、引っ越しなどでほとんど貯金も無いのだが、見栄を張り、投資なども話題にするシネ。シネを資産家だと信じたパクは誘拐事件を起こして金を奪い、ジュンを殺害した。
ピアノ教室の向かいで薬局を営むキム夫妻は熱心なキリスト教信者で、子供を失ったシネを執拗に勧誘した。シネに付いて教会通いを始めるジョンチャン。宗教に慰めを見いだしたシネは、刑務所に行ってパクに許しを与える決心をした。だが、パクはすでに刑務所内で宗教を教わっており、神に許されたと晴れ晴れとした顔で面会室に現れた。それが許せず気絶するシネ。
シネは神が信じられなくなり、キリスト教の野外集会に赴いて、音響セットにCDを入れ、キム・チュジャの歌謡曲「コジンマリヤ」を大音響で流す（「嘘だ」という言葉が連呼される）。薬局の主人のキムを誘惑し、屋外で天を仰ぎながらセックスをしようとしたが、寸前で思い留まるキム。シネはジョンチャンの店にも行き、手を出す勇気もないと挑発したが、激怒されて逃げ出し、自分のために祈祷する信者たちの集会所に投石した。
家に帰り、リンゴをナイフで切りながら天を仰ぐシネ。「見た？」と手首を切ったが、外に飛び出したシネは通行人に助けを求め、精神科に入院した。
退院するシネを迎えに行くジョンチャン。伸びた髪を切りたいというシネをジョンチャンは手近な美容院に連れて行ったが、対応した店員は顔見知りのパクの娘だった。「なぜこの店に入った!?」とジョンチャンを怒鳴りつけ、天を睨むと、髪を半分だけカットした状態で立ち去るシネ。
家に帰り、庭に鏡を出して髪を切るシネ。追って来たジョンチャンは、甲斐甲斐しく鏡を持つのを手伝った。

## キャスト
※括弧内は日本語吹替
- イ・シネ：チョン・ドヨン（松本梨香）
- キム・ジョンチャン：ソン・ガンホ（山路和弘）
- パク・ドソプ：チョ・ヨンジン（朝鮮語版）
- シン・サジャン：キム・ジョンス
- チュ・バンジャン：イ・ソンミン
- パク・ミョンスク：チャン・ヘジン

## 受賞歴
- 第60回カンヌ国際映画祭：女優賞（チョン・ドヨン）[8][リンク切れ] [2]
- 第2回アジア・フィルム・アワード：作品賞[2]
- 第2回アジア・フィルム・アワード：監督賞（イ・チャンドン）[2]
- 第2回アジア・フィルム・アワード：主演女優賞（チョン・ドヨン）[2]